# 서울 지장암 석조천불좌상 및 복장유물
서울 지장암 석조천불좌상 및 복장유물(서울 地藏庵 石造千佛坐像 및 服藏遺物)은 서울특별시 종로구 창신동, 지장암에 있는 조선시대의 불상 및 복장유물이다. 2012년 3월 22일 서울특별시의 유형문화재 제328호로 지정되었다.

## 개요
지장암 대웅전에 봉안되어 있는 석불좌상으로, 조성 원문에 의하면 건륭 갑진년(1784) 12월에 경주 기림사에서 259위의 불상이 제작되어 이듬해 정월에 점안을 마친 뒤, 육로를 통해 옮겨졌으며 원래 있던 741위 불상을 중수하여 함께 천불상을 이루었던 내력을 알 수 있다.
또한 원문에는 시주질, 제작에 참여한 승려들(良工), 즉 유성이 수화승으로, 설훈과 지언을 비롯한 39명의 조각승 이름이 적혀 있어 천불상의 일부를 새로 제작하고 나머지를 중수하는 일에 40명이나 되는 많은 수의 불화승과 조각승들이 참여했음을 알 수 있다.
수화승 유성은 18세기 후반에 경주 불국사를 중심으로 활동한 불화승으로 경상도와 충청지역 사찰들의 불화를 제작하고 불상 개금에 참여하였으며, 설훈 역시 불화승으로서 경상도와 경기도의 여러 불화를 그리고 불상들을 개금하였던 것으로 알려져 있다.
이 불상은 천불상의 한 구로서 조성시기가 명확하고 조각승과 제작지와 봉안처를 알 수 있는 불상으로서 조선후기 조각사 연구에 귀중한 자료가 된다.

## 참고 자료
- 지장암 석조천불좌상 및 복장유물 - 국가유산청 국가유산포털